# 総泉寺
総泉寺（そうせんじ）は、東京都板橋区にある曹洞宗系の単立寺院。山号は妙亀山。本尊は釈迦如来。

## 由緒
この寺は当初浅草橋場（現在の台東区橋場）にあり、京都の吉田惟房の子梅若丸が橋場の地で亡くなり、梅若丸の母が出家して妙亀尼と称して梅若丸の菩提を弔うため庵を結んだのに始まるという。その後、武蔵千葉氏の帰依を得、弘治年間（1555年 - 1558年）千葉氏によって中興されたとされる。佐竹義宣によって再興され、江戸時代には青松寺・泉岳寺とともに曹洞宗の江戸三箇寺のひとつであった。1923年（大正12年）の関東大震災で罹災したため、昭和3年に現在地にあった古刹・大善寺に間借りする形で移転。その後合併して現在に至る。
大善寺は15世紀末の開山にして「江戸名所図会」にも載るほどの有名な寺であり、現在境内に残る薬師三尊(清水薬師。伝・聖徳太子作)こそが、元の大善寺の本尊である。八代将軍吉宗が鷹狩りの途中に大善寺に立ち寄り、境内の湧き水(薬師の泉。板橋区小豆沢3-7)があまりに美味であったので「清水薬師」と命名したと伝わる。同地の地名「清水坂」の謂れとされている。清水坂には地蔵が安置されており、子育て地蔵として信仰されていた。この地蔵も現在は同寺境内にある。
旧本堂が昭和29年に、世田谷区代田の円乗院に移築されたと伝わる。

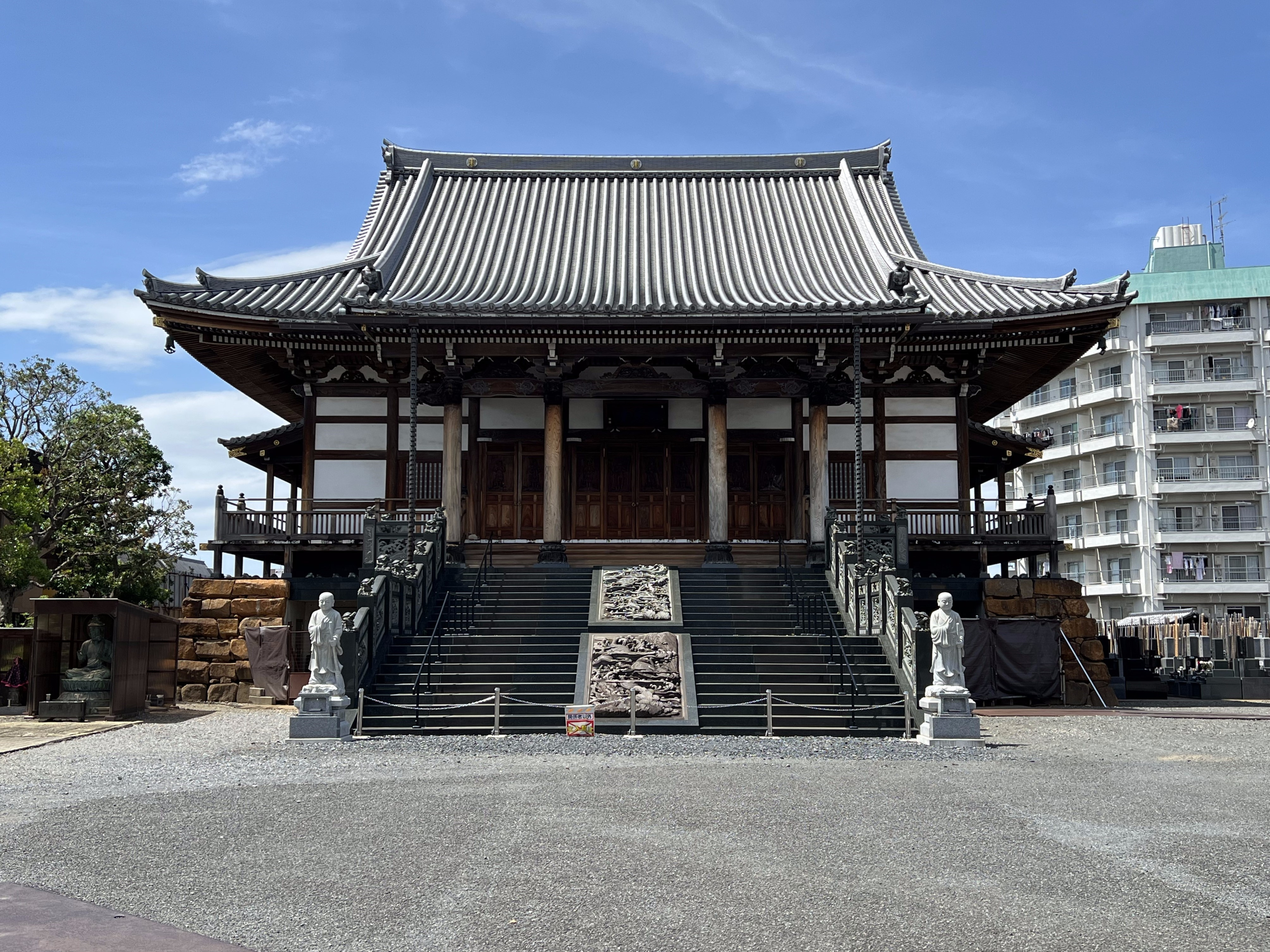
本堂

## 墓所
- 千葉守胤（中興、石浜城城主）
- 佐野信吉（佐野藩元藩主）
- 松平忠良（大垣藩藩主）
- 松平憲良（小諸藩藩主、忠良の子）
- 二代石出帯刀（伝馬町牢屋敷の長官）
- 寺崎広業（日本画家）
- ハナ肇（クレージーキャッツ、本名野々山定夫）

秋田藩主佐竹氏の大名墓があったが、1998年（平成15年）秋田市にある菩提寺天徳寺に移された。
また、台東区橋場2丁目の旧寺地には平賀源内の墓が残る。松平頼寿を中心とした平賀源内先生顕彰会が移転に反対し、総泉寺や東京府に働きかけて、元の位置に再建されたため。

## 文化財

### 区指定有形文化財
- 薬師三尊像
- 大善寺址石坂供養塔

## 所在地
- 東京都板橋区小豆沢3-7-9